# ナコーンサワン教区

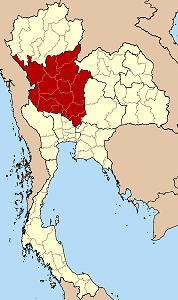
ナコーンサワン教区

ナコーンサワン教区（สังฆมณฑลนครสวรรค์、The Diocese of Nakhon Sawan）（ローマ・カトリック教会）はタイ中部にある司教区。バンコク大司教区の属司教区。ナコーンサワン県ムアンナコーンサワン郡サワンウィティ通り95 に司教座を構える。この司教区は93,547km2の面積を持ち、シンブリー県、チャイナート県、カムペーンペット県、ロッブリー県、ナコーンサワン県、ピッサヌローク県、ペッチャブーン県、ピチット県、サラブリー県、スコータイ県、ターク県、ウタイターニー県、ウッタラディット県を管轄する。2001年の時点で教区内の820万人の住民の内、9,237人がカトリック信者である。28の小教区を持つ。

## 歴史
この教区は1967年12月18日にバンコク大司教区から司教区として分離した。 

## 司教座聖堂
司教座聖堂はムアンナコーンサワン郡の聖アンナ大聖堂（The St. Anna Cathedral、อาสนวิหารนักบุญอันนา นครสวรรค์）。北緯15度41分37秒 東経100度7分13秒 / 北緯15.69361度 東経100.12028度

## 教区長司教
- ヨセフ・ピブーン・ウィシットノンタチャイ（Joseph Pibul Visitnondachai）:2009年6月19日 - 現在
- フランシス・ザビエル・クリエンサック・コーウィタワーニット（Francis Xavier Kriengsak Kovitvanit）: 2007年3月7日 - 2009年5月15日（バンコク大司教区大司教に就任）
- ルイス・ヂャムニアン・サンティスックニラン（Louis Chamniern Santisukniramg）:1998年11月5日 - 2005年7月1日 （ターレー・ノーンセーン大司教区大司教に就任）
- ヨセフ・バンチョン・アーリーパック（Joseph Banchong Aribarg）: 1976年5月24日 - 1998年11月5日
- ミチェル・オーギュスト・マリー・ランジェ（Michel-Auguste-Marie Langer）、パリ外国宣教会:1967年2月9日-1976年5月24日